# Cobalt(II) bromide hexamin
Cobalt(II) bromide hexamin là một hợp chất vô cơ, một loại muối amin phức của kim loại cobalt và axit bromhydric với công thức hóa học CoBr2·6NH3, tinh thể màu đỏ sẫm, tan ít trong nước.

## Điều chế
Tác dụng của amonia với cobalt(II) bromide sẽ tạo ra phức:
{\displaystyle {\mathsf {CoBr_{2}+6NH_{3}\ \xrightarrow {T} \ CoBr_{2}\cdot 6NH_{3}}}}
Nếu đun nóng đến 250 ℃, phương trình trên sẽ đổi chiều.

## Tính chất vật lý
Cobalt(II) bromide hexamin tạo thành các tinh thể màu đỏ sẫm của hệ tinh thể lập phương, nhóm không gian Fm3m, các hằng số mạng tinh thể a = 1,041 nm, Z = 4.